# Самосели
Самосели (на украински: самосели) се наричат жителите на 30-километровата Чернобилска забранена зона около силно замърсените райони близо до Чернобилската АЕЦ в Украйна и Беларус.

## Общ преглед
В зоната са разположени редица изоставени градове и села, чието днешно население е съставено от хора, които или са отказали да се евакуират, или тайно са се заселили отново в относително неохраняван район. Повечето от самоселите са стари хора, които са имали дом в областта преди Чернобилската авария през 1986 г. Когато населението е евакуирано първоначално през 1986 г., е съобщено, че хората ще могат да се върнат скоро по домовете си, но това така и не се случва. Към 2009 г. е оценено, че в зоната живеят по-малко от 400 самосели. Половината от тях живеят в град Чернобил или около него, а останалите са разпръснати из селата в зоната.

## Население
В Украйна населението самосели е оценено на 197 души към 2012 г., което е спад от 328 през 2007 г. и 612 през 1999 г. През последните 25 години са констатирани над 900 смъртни случая и само едно раждане в забранената зона. Раждането се случва на 25 август 1999 г., когато 46-годишна жена ражда момиченце.
Средната възраст на самоселите е 63 години към 2007 г. През 2012 г. местната администрация неофициално разрешава на възрастните самосели да живеят в района, но нареждат всички деца да се изнесат извън нея.
Броят живущи в забранената зона е има следната тенденция:
- 1987 г. – 1200 души
- 1992 г. – 1000 души
- 1995 г. – 820 души
- 1998 г. – 750 души
- 1999 г. – 612 души
- 2001 г. – 487 души
- 2005 г. – 328 души
- 2007 г. – 314 души[1]
- 2017 г. – 135 души[2]

## Причини за завръщане
В решенията на Киевския областен изпълнителен комитет и Правителствената комисия през 1986 г. се говори за временна (до 3 месеца) евакуация на жителите на Чернобилски район (с изключение на град Припят). Това кара част от евакуираните да се завърнат у дома още през есента на 1986 г., а още повече се завръщат през пролетта на 1987 г. Представените обезщетения на евакуираните не ги удовлетворяват по ред причини: често в един дом се настаняват няколко семейства, строителството е с ниско качество, а много от възрастните хора са свикнали да живеят в дървени къщи, а не в бетонни апартаменти. Не се отчитат и културните особености на полещуките (коренното население на Полесия) – след евакуацията те не могат вече да се занимават с традиционното за тях земеделие, не могат да берат гъби в горите и т.н. От есента на 1986 г. до пролетта на 1987 г. в забранената зона вече са се върнали над 1200 души. Те се занимават със собствените си домове и градини. Повечето от тях вече са напуснали домовете си.

## Населени места
Към края на 2005 г. самосели живеят в следните населени места:
| Селище          | Население (2005) | Население (1986) | Район      |
| --------------- | ---------------- | ---------------- | ---------- |
| Чернобил (град) | 136              | 13 700           | Иванковски |
| Илинци          | 37               | 1059             | Иванковски |
| Теремци         | 36               | 463              | Иванковски |
| Городище        | 0                | 224              | Иванковски |
| Куповатое       | 32               | 324              | Иванковски |
| Опачичи         | 20               | 681              | Иванковски |
| Паришев         | 16               | 678              | Иванковски |
| Лубянка         | 12               | 612              | Полески    |
| Полеское (сгт)  | 10               | 12 000           | Полески    |
| Оташев          | 10               | 71               | Иванковски |
| Ладижичи        | 8                | 683              | Иванковски |
| Рудня-Илинецкая | 8                | 114              | Иванковски |
| Зелесие         | 5                | 2849             | Иванковски |
| Вилча (сгт)     | 3                | 3000             | Полески    |
| Новошепеличи    | 2                | 1683             | Иванковски |

## Правен статут
След възвръщането на някои от жителите в забранената зона възникват социални и правни проблеми. Чернобилският район е ликвидиран, както и органите на местната изпълнителна власт и съветите. Жителите се оказват извън влиянието на съществуващите държавни органи. Необходимо е те да се регистрират в местните органи на властта, да им се намери работа и т.н. От населените места е евакуирана и частично разрушена инфраструктурата. Възниква необходимостта от търговско, медицинско, транспортно и социално обслужване, както и от система за регистрация на актовете за гражданско състояние. До 1992 г. не е ясно кой е длъжен да изпълнява тези функции на територията на забранената зона, затова те се изпълняват от предприятията в зоната и Иванковския районен изпълнителен комитет по собствено усмотрение, без юридическо основание.
С приетите през 1991 г. закони относно правния режим в забранената зона, ситуацията се променя. Настаняването в забранената зона се определя като нарушение на закона, а жителите се оказват задължени да я напуснат. Образуваната през 1992 г. Администрация на забранената зона предприема инициатива по предоставяне на статут „временно живущ“ на лица, които са се завърнали в зоната преди приемането на закона за правния режим.
През април 2013 г. министърът на социалната политика на Украйна Наталия Королевска заявява, че самоселите получават пълна социална поддръжка от правителството, но изключва възможността за узаконяване на тяхното жителство в зоната, тъй като все още по закон е забранено да се живее там.
След избухването на войната в Донбас през 2014 г., бежанци от конфликта се заселват в забранената зона или около нея.